# Ladies Open Lausanne 2022
Il Ladies Open Lausanne 2022 è un torneo di tennis giocato sulla terra rossa. È la 29ª edizione del torneo, che fa parte della categoria WTA 250 nell'ambito del WTA Tour 2022. Si gioca nel Tennis Club Stade Lausanne di Losanna, in Svizzera, dall'11 al 17 luglio 2022.

## Partecipanti

### Teste di serie
| Giocatrice  | Nazionalità         | Ranking* | Testa di serie |
| ----------- | ------------------- | -------- | -------------- |
| Stati Uniti | Danielle Collins    | 8        | 1              |
| Svizzera    | Belinda Bencic      | 16       | 2              |
| Romania     | Irina-Camelia Begu  | 43       | 3              |
| Spagna      | Sara Sorribes Tormo | 45       | 4              |
| Spagna      | Nuria Párrizas Díaz | 51       | 5              |
| Francia     | Caroline Garcia     | 55       | 6              |
| Slovenia    | Tamara Zidanšek     | 60       | 7              |
|             | Varvara Gračëva     | 69       | 8              |

* Ranking al 27 giugno 2022.

### Altre partecipanti
Le seguenti giocatrici hanno ricevuto una wild card per il tabellone principale:
- Susan Bandecchi
- Kristina Mladenovic
- Simona Waltert

La seguente giocatrice è entrata in tabellone usando il ranking protetto:
- Tatjana Maria

Le seguenti giocatrici sono passate dalle qualificazioni:

- Ėrika Andreeva
- Anna Blinkova
- Cristina Bucșa
- Olga Danilović
- Léolia Jeanjean
- Eva Lys

### Ritiri
Prima del torneo
- Alizé Cornet → sostituita da  Misaki Doi
- Camila Giorgi → sostituita da  Lauren Davis
- Dar'ja Kasatkina → sostituita da  Tamara Korpatsch
- Dajana Jastrems'ka → sostituita da  Jule Niemeier
- Maryna Zanevs'ka → sostituita da  Zhu Lin

## Partecipanti al doppio

### Teste di serie
| Nazione       | Giocatrice      | Nazione       | Giocatrice      | Rank1 | Teste di serie |
| ------------- | --------------- | ------------- | --------------- | ----- | -------------- |
| Cile          | Alexa Guarachi  | Stati Uniti   | Asia Muhammad   | 65    | 1              |
| Norvegia      | Ulrikke Eikeri  | Slovenia      | Tamara Zidanšek | 118   | 2              |
|               | Anna Kalinskaja | Romania       | Raluca Olaru    | 121   | 3              |
| Taipei cinese | Chan Hao-ching  | Taipei cinese | Latisha Chan    | 145   | 4              |

* Ranking al 27 giugno 2022.

### Altre partecipanti
Le seguenti coppie di giocatrici hanno ricevuto una wild card per il tabellone principale:
- Susan Bandecchi /  Simona Waltert
- Ylena In-Albon /  Xenia Knoll

### Ritiri
Prima del torneo
- Monique Adamczak /  Rosalie van der Hoek → sostituite da  Arianne Hartono /  Rosalie van der Hoek

## Punti
| Evento    | V   | F   | SF  | QF | 2T | 1T   | Q    | Q2   | Q1   |
| Singolare | 250 | 180 | 110 | 60 | 30 | 1    | 18   | 12   | 1    |
| Doppio    | 250 | 180 | 110 | 60 | 1  | N.D. | N.D. | N.D. | N.D. |

## Montepremi
| Evento    | V        | F       | SF      | QF      | 2T      | 1T     | Q3     | Q2     | Q1     |
| Singolare | $163,085 | $86,840 | $46,345 | $24,880 | $13,311 | $6,398 | $3,791 | $2,021 | $1,122 |
| Doppio    | $50,876  | $27,155 | $14,845 | $7,562  | $4,098  | N.D.   | N.D.   | N.D.   | N.D.   |

*per team

## Campionesse

### Singolare
Petra Martić ha sconfitto in finale  Olga Danilović con il punteggio di 6–4, 6–2.
- È il primo titolo stagionale per la Martić, il terzo della carriera dopo più di tre anni.

### Doppio
Olga Danilović /  Kristina Mladenovic hanno sconfitto in finale  Ulrikke Eikeri /  Tamara Zidanšek per ritiro.